# Timrå Idrottsklubb
Il Timrå Idrottsklubb, comunemente noto come Timrå IK ma anche come Timrå Red Eagles, è un club di hockey su ghiaccio con sede a Timrå, in Svezia. Gioca in Hockeyallsvenskan, il secondo campionato svedese.

## Storia
Le radici del club affondano nelle società Wifstavarvs IK, fondata nel 1928, e Östrands IF fondata nel 1931. Entrambe le rispettive sezioni hockey iniziarono l'attività nel 1938, mentre quattro anni più tardi avvenne l'unione che portò ad avere un unico club chiamato Wifsta/Östrands IF.
Nel 1963 fu assorbita un'altra società, e la nuova denominazione sociale divenne Wifsta/Östrand–Fagerviks IF. Dal 1966 al 1990 il nome è stato l'attuale Timrå IK, tuttavia negli anni 1990-1994 si chiamò Sundsvall/Timrå Hockey e nel 1994-1995 ST Hockey, prima di tornare ad essere Timrå IK.
Alla stagione 2012-2013, il club ha disputato 35 stagioni nella massima serie. Nello stesso anno ha ingaggiato il portiere italo-canadese Daniel Bellissimo, goalie della Nazionale italiana che si era messo in luce l'anno precedente in Hockeyallsvenskan, la seconda lega svedese.

## Collegamenti esterni

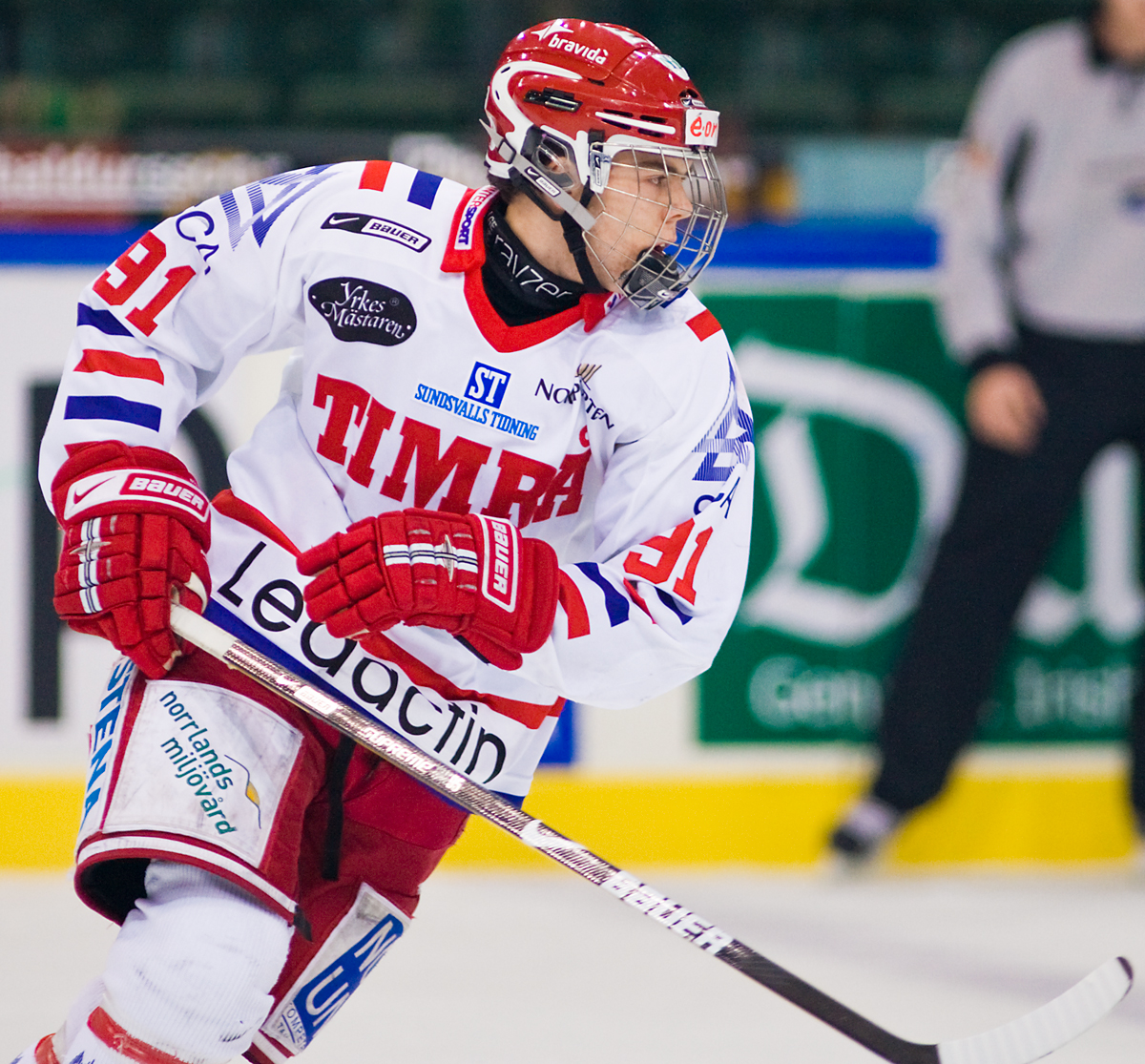
Magnus Pääjärvi nel 2008